# Выборы в Европейский парламент в Венгрии (2004)
Выборы в Европарламент в Венгрии в 2004 году проходили 13 июня. На этих выборах было избрано 24 депутата от страны. Явка на выборах составила 38,5 %.

## Результаты
| Партия                                     | Голосов            | Мест |
| ------------------------------------------ | ------------------ | ---- |
| Фидес — Венгерский гражданский союз        | 1 457 750 (47,4 %) | 12   |
| Венгерская социалистическая партия         | 1 054 921 (34,3 %) | 9    |
| Альянс свободных демократов                | 237 908 (7,77 %)   | 2    |
| Венгерский демократический форум           | 164 025 (5,33 %)   | 1    |
| Венгерская партия справедливости и жизни   | 72 203 (2,35 %)    | 0    |
| Венгерская коммунистическая рабочая партия | 56 221 (1,83 %)    | 0    |

## Депутаты от Венгрии в Европарламенте
Фидес — Венгерский гражданский союз:
- Этелька Баршине Патаки
- Жолт Ласло Бечеи
- Кинга Галь
- Бела Глаттфельдер
- Андраш Дьюрк
- Ливия Ярока
- Чаба Эри
- Иштван Пальфи
- Пал Шмитт
- Дьёрдь Шёпфлин
- Ласло Шурьян
- Йожеф Сайер

Венгерская социалистическая партия:
- Александра Добойи
- Сабольч Фазакаш
- Зита Гурмаи
- Габор Харангозо
- Дьюла Хедьи
- Эдит Херцог
- Магда Кошане Ковач
- Каталин Леваи
- Чаба Шандор Табайди

Альянс свободных демократов:
- Габор Демски
- Иштван Сент-Иваньи

Венгерский демократический форум:
- Петер Олайош